# Seznam naselij Koprivniško-križevske županije
Seznam naselij Koprivniško-križevske županije.
Opomba: Naselja v ležečem tisku so opuščena.

## A
Antolovec - Apatovec -

## B
Bakovčice - Barlabaševec - Batinske - Beketinec - Belanovo Selo - Bogačevo - Bogačevo Riječko - Bojnikovec - Borje - Borovljani - Botinovec - Botovo - Bočkovec - Brdo Cirkvensko - Brdo Orehovečko - Brezje Miholečko - Brezovljani - Brežani - Brodić - Brđani Sokolovački - Budančevica - Budrovac - Bukovje Križevačko -

## C
Carevdar - Cepidlak - Cirkvena - Cubinec - Cvetkovec -

## Č
Čabraji - Čepelovac - Čingi-Lingi - Črnčevec -

## Đ
Đelekovec - Đurđevac - Đurđic -

## D
Dedina - Deklešanec - Delovi - Dijankovec - Doljanec - Domaji - Donja Brckovčina - Donja Glogovnica - Donja Rijeka - Donja Velika - Donjara - Donje Zdjelice - Donji Dubovec - Donji Fodrovec - Donji Maslarac - Draganovec - Drnje - Dropkovec - Duga Rijeka -

## E
Erdovec -

## F
Fajerovec - Ferdinandovac - Ferežani - Finčevec - Fodrovec Riječki -

## G
Gabajeva Greda - Glogovac, Hrvaška - Gola - Gorica Miholečka - Gorica, Rasinja - Goričko - Gornja Brckovčina - Gornja Glogovnica - Gornja Rijeka - Gornja Velika - Gornji Dubovec - Gornji Fodrovec - Gornji Maslarac - Gotalovo - Gračina - Grbaševec - Grdak - Gregurovec - Grkine - Guščerovec -

## H
Hampovica - Herešin - Hižanovec - Hlebine - Hrgovec - Hrsovo - Hudovljani -

## I
Imbriovec - Ivanec Križevački - Ivančec -

## J
Jagnjedovec - Jankovac - Jarčani - Javorovac - Jeduševac -

## K
Kalinovac - Kalnik - Kamenica - Kamešnica - Kapela Ravenska - Karane - Kenđelovec - Kloštar Podravski - Kloštar Vojakovački - Kolarec - Koledinec - Komatnica - Koprivnica - Koprivnički Bregi - Koprivnički Ivanec - Kostadinovac - Kostanjevec Riječki - Kozarevac - Križevci - Kunovec - Kunovec Breg - Kunđevec - Kusijevec - Kutnjak - Kuzminec - Kučari - Kuštani -

## L
Ladinec - Ladislav Sokolovački - Legrad - Lemeš - Lemeš Križevački - Lepavina - Ludbreški Ivanac - Lukačevec - Lukovec -

## M
Majurec - Mala Branjska - Mala Mučna - Mala Rasinjica - Mala Rijeka - Male Sesvete - Mali Botinovac - Mali Carevdar - Mali Grabičani - Mali Otok - Mali Poganac - Mali Potočec - Mali Raven - Marinovec - Markovac Križevački - Međa - Miholec - Miholjanec - Mikovec - Miličani - Mičetinac - Mičijevac - Mokrice Miholečke - Molve - Molve Grede - Molvice -

## N
Nemčevec - Novaki Ravenski - Novačka - Novi Bošnjani - Novi Glog - Novi Đurđic - Novigrad Podravski - Novo Virje -

## O
Obrež Kalnički - Orehovec - Osijek Vojakovački - Otočka -

## P
Paunovac - Pavlovec Ravenski - Pesek - Peteranec - Peščenik - Piškovec - Plavšinac - Podbrđani Vojakovački - Podgajec - Podravske Sesvete - Podvinje Miholečko - Pofuki - Poljana Križevačka - Popovec Kalnički - Potok Kalnički - Povelić - Predavec Križevački - Prikraj Križevački - Prkos - Prnjavor Lepavinski - Prugovac - Pustakovec -

## R
Radeljevo Selo - Rakitnica, Virje - Rasinja - Rašćani - Reka - Repaš - Ribnjak - Rijeka Koprivnička - Rovci - Rovištanci - Ruševac -

## S
Sela Ravenska - Selanec - Selnica Miholečka - Selnica Podravska - Severovci - Sigetec - Sirova Katalena - Sokolovac - Srdinac - Srednji Dubovec - Srijem - Stara Ves Ravenska - Stari Bošnjani - Starigrad - Subotica Podravska - Suha Katalena - Sveta Ana - Sveta Helena - Sveti Ivan Žabno - Sveti Martin, Križevci - Sveti Petar Orehovec - Sveti Petar Čvrstec -

## Š
Šalamunovec - Šemovci - Široko Selo - Škrinjari - Šopron - Špiranec - Štaglinec - Štrigovec -

## T
Torčec - Trema - Trnovac Sokolovački -

## V
Velika Branjska - Velika Mučna - Velika Rasinjica - Velike Sesvete - Veliki Botinovac - Veliki Grabičani - Veliki Otok - Veliki Poganac - Veliki Potočec - Veliki Raven - Većeslavec - Vinarec - Virje - Vlaislav - Vojakovac - Vojnovec Kalnički - Vojvodinec - Voljavec Riječki - Vrhovac Sokolovački - Vujići Vojakovački - Vukovec - Vukšinec Riječki -

## Z
Zablatje - Zaistovec - Zamladinec -

## Ž
Ždala - Žibrinovec -